# Берш (Доња Рајна)
Берш (фр. Bœrsch) насеље је и општина у источној Француској у региону Алзас, у департману Доња Рајна која припада префектури Молсхајм.
По подацима из 2011. године у општини је живело 2428 становника, а густина насељености је износила 103,98 становника/km². Општина се простире на површини од 23,35 km². Налази се на средњој надморској висини од 255 метара (максималној 1.032 m, а минималној 211 m).

## Демографија
| 1962. | 1968. | 1975. | 1982. | 1990. | 1999. | 2011. |
| ----- | ----- | ----- | ----- | ----- | ----- | ----- |
| 1.172 | 1.154 | 1.407 | 1.663 | 1.892 | 2.107 | 2.428 |

График промене броја становника у току последњих година